# Neodictya izzardi
Neodictya izzardi är en insektsart som beskrevs av Synave 1965. Neodictya izzardi ingår i släktet Neodictya och familjen Dictyopharidae. Inga underarter finns listade i Catalogue of Life.